# Rupert (Idaho)
Rupert ist ein Ort und County Seat des Minidoka County im US-Bundesstaat Idaho. Das U.S. Census Bureau hat bei der Volkszählung 2020 eine Einwohnerzahl von 6082 ermittelt.

## Geographie
Der Ort liegt 5 km nördlich der Interstate 84  zwischen Twin Falls und Pocatello und ca. 25 km des Minidoka Dams mit dem Lake Walcott Reservoir. Rupert bedeckt eine Fläche von 5,3 km² (2,0 mi²).

## Geschichte
Mit der Fertigstellung der Minidoka-Talsperre gab es elektrischen Strom in Fülle. Rupert war eine der ersten Städte der Welt, die ihre Stadtbeleuchtung auf elektrischen Strom umstellte.
Rupert wurde am 12. April 1906 gegründet. Der Ort wurde auch als Gem City, Edelstein-Stadt, bezeichnet, und im November 1987 offiziell als Christmas City benannt.
Mit viel Aufwand wird der alte historische Distrikt mit der Restauration des alten Wilson Theater von 1920 wieder hergestellt.

## Demographie
Am 1. Juli 2006 hatte Rupert 5214 Einwohner.

### Altersstruktur
| Bevölkerung | Jahre   | Anteil  |
| ----------- | ------- | ------- |
| unter       | 18      | 31,20 % |
| von         | 18 – 24 | 10,60 % |
| von         | 25 – 44 | 25,10 % |
| von         | 45 – 64 | 18,80 % |
| über        | 65      | 14,30 % |

- das durchschnittliche Alter beträgt 32 Jahre.

## Persönlichkeiten
- Ronald A. Nussbaum (* 1942), Herpetologe, Ökologe, Evolutionsbiologe und Hochschullehrer